# Сіетл Суперсонікс
Сіетл Суперсонікс (англ. Seattle SuperSonics) — колишній професійний баскетбольний клуб що брав участь у Національної баскетбольної асоціації. Клуб був заснований у 1967 році та базувався у місті Сіетл, штат Вашингтон, США.

## Історія
В 2008 році власник команди перевіз її в Оклахома-Сіті, з того часу вона має назву «Оклахома-Сіті Тандер».
Назва «Суперсонікс», логотип та кольори команди доступні для будь якої нової команди НБА з Сіетлу (у випадку її появи).

## Досягнення
- Чемпіони НБА 1979 року
- 3-разові переможці конференції
- 6-разові переможці дивізиону
- 22 рази брали участь у плей-оф

## Цікаві факти
З липня 2002 року по лютий 2006 за «Сіетл Суперсонікс» грав український баскетболіст Віталій Потапенко.